# Crying Ladies
Crying Ladies é um filme de drama filipino de 2003 dirigido e escrito por Mark Meily. Foi selecionado como representante das Filipinas à edição do Oscar 2004, organizada pela Academia de Artes e Ciências Cinematográficas.

## Elenco
- Sharon Cuneta - Stella Mate
- Hilda Koronel - Rhoda Aling Doray Rivera
- Angel Aquino - Choleng
- Eric Quizon - Wilson Chua
- Ricky Davao - Guido
- Julio Pacheco - Bong